# Porto Alegre do Piauí
Porto Alegre do Piauí es un municipio brasileño del estado del Piauí. Se localiza a una latitud 06º58'02" sur y a una longitud 44º10'54" oeste, estando a una altitud de 180 metros. Su población estimada en 2004 era de 2 520 habitantes.
Posee un área de 1160,4 km².